# Rø
Rø er en by på det nordlige Bornholm, beliggende 7 km vest for Gudhjem, 11 km sydøst for Allinge-Sandvig og 20 km nordøst for kommunesædet Rønne. Byen ligger i Bornholms Regionskommune, der hører til Region Hovedstaden. I 1970-2003 hørte den til Allinge-Gudhjem Kommune.
Rø hører til Rø Sogn, som er Bornholms mindste i folketal. Rø Kirke ligger i den sydlige ende af byen. Den erstattede i 1888 en forfalden kirke med rødt tag. Den gamle kirke var dog så solid, at den til sidst måtte sprænges bort.
Rø har tidligere haft over 200 indbyggere og dermed opfyldt Danmarks Statistiks kriterium for en by, men i 2007 kom den ned på 181 indbyggere, og den har ikke været over de 200 siden.

## Seværdigheder
- 1½ km nord for Rø ligger Helligdomsklipperne med dybe grotter og stejle forrevne granitsøjler. Om sommeren sejler turistbåde fra Gudhjem til en betonmole neden for trapperne. Man kan herfra vandre ad Bornholms kyststi 5½ km til Tejn og 6½ km til Gudhjem.[2]
- På Helligdommen, hvor Hotel Helligdommen lå indtil slutningen af 1980'erne, er Bornholms Kunstmuseum bygget ved Helligdomskildens udspring på toppen af klippen. Museet viser en permanent udstilling af bornholmermalerne. Det blev i 2015 foreslået, at Bornholms Kulturhistoriske Museum i Rønne skulle flytte til nye bygninger ved Kunstmuseet,[3] men det er endnu ikke gennemført. Projektet er dog nu (2023) iværksat, hvilket betyder, at Kunstmuseet af hensyn til byggeriet vil være lukket i 2 år.
- 1½ km nordvest for Rø løber Døndal Å gennem den typiske sprækkedal Døndalen og danner Døndalefaldet, der er Danmarks højeste vandfald med et samlet fald på næsten 20 m. I Rø Plantage er der også to markante sprækkedale.[4]
- På Brommevej 2 km syd for byen kan man klatre i trætoppene på baner af forskellig sværhedsgrad.[5]

## Faciliteter
- Restaurant Rø startede sidst i 1800-tallet som Rø Afholdshotel med 5 værelser. Hotellet fik spiritusbevilling i 1962 og ændrede navn til det nuværende. Hotellet brændte ned i 1968 og blev genopbygget med et helt andet udseende, hvor 1. salen med værelserne blev udeladt, så der nu kun er restaurant og selskabslokale.[6]
- Røbo er et botilbud for voksne med varig fysisk og psykisk funktionsnedsættelse. Det er opført i 1999 og har 16 lejligheder.[7]
- Avisen "KlemenskeRø" udkommer 6 gange om året i Klemensker og Rø. En række foreninger står bag den og bruger den som medlemsblad.
- Idrætsforeningen Rø IF fungerede fra midt i 1930'erne med fodbold og håndbold. Senere kom atletik, bordtennis og motionsgymnastik også på programmet. I dag dyrkes primært forskellige former for motion og dans.[8]

## Historie

### Møllerne
Stenby Mølle, Spellingevej 1A, er opført i 1857. Der blev i 1914 etableret bageri, som fungerede indtil 1930'erne. Mølledriften ophørte i slutningen af 1950'erne. Ved møllen er der nu restaurant, klubhus og proshop for Rø Golfbaner, der delvis er anlagt på den tidligere Rø Flyveplads. Old Course fra 1984 er Danmarks eneste golfbane med åbne klippearealer, der giver spillerne en speciel udfordring.
Røbro Mølle, Brommevej 1, blev opført i 1885. Vingerne var sidst i funktion i 1949 og blev taget ned i 1970. Møllerboligen blev landhandel og er nu aldeles forfalden og en ren ruin. Den inspirerede Jacob Ludvigsen til de berømte tv-reklamer for Tuborg Squash. Købmanden lukkede butikken i 2009, da han var 81 år.

### Kirkebyen
Der var ikke landsbyer på Bornholm i gamle dage. Kirkerne lå ensomt og gårdene var primært enkeltliggende selvejer- eller vornedegårde. I 1899 blev området omkring Rø Kirke beskrevet således: "Rø Kirke og Præstegaarden, ved Landevejen; i Nærheden Skolen med Forskole. Desuden mærkes Hotellet „Helligdommen“, Helligdomsgaarden og flere Møller." Målebordsbladene viser desuden et fattighus.

### Skolen
Skolen ved kirken var opført i 1840 som sognets eneste. Den blev udvidet i 1896 og fik en forskole i 1927. Den blev stadig benyttet i 1950'erne, hvor den var Bornholms ældste skole i brug. Rø Centralskole blev opført i 1961. Den havde 1.-7. klasse (og i en kort periode 8. klasse), og eleverne kunne fortsætte på Klemensker skole, hvis de ønskede 9. klasses eksamen, eller i Rønne (primært Åvangsskolen), hvis de ønskede realeksamen. Efter kommunalreformen i 1970 kunne eleverne fortsætte på Allinge-Sandvig Borgerskole i realskolen eller 8.-9. klasse. Da Rø Skoles elevtal var størst i midten af 1970'erne, var det ca. 125. Skolen fik tilknyttet en børnehaveklasse i midten af 1970'erne.
Allinge-Gudhjem Kommunes ungdomsskole havde i 1970'erne og 1980'erne de fleste af sine aktiviteter i skolens lokaler.
Under Den Kolde Krig skulle Bornholm styres fra Rø Skole.
Kælderen under Rø Skole var bygget til i krise- eller krigstid at fungere som “Regionskommandocentral for Region VII” i totalforsvaret af Danmark.
Herfra skulle Amtmanden for Bornholms Amt sammen med Kommandanten for Bornholms Værn, Civilforsvaret og Politimesteren lede Bornholm.
I maj 1945, hvor Sovjetunionen bombarderede Rønne, flyttede amtmand von Stemann amtsgården, med personale og familier, til Hotel Helligdommen i Rø.
Den senere amtmand, Niels Elkær-Hansen, oprettede ved sin beredskabsinspektør et sikret udflytningskvarter for amtmanden og dermed det civile beredskab under skolen i Rø.
Danmark var under Den Kolde Krig inddelt i syv civile beredskabsregioner - hvor Bornholm var region nr. VII.
Baggrunden for civilregionerne var et ønske om at sikre, at ingen del af landet skulle være uden en overordnet administration i tilfælde af krig, hvor brug af atomvåben kunne gøre det meget vanskeligt at gennemføre civil administration af landet.
Civilregionerne er derfor også blevet kaldt statsmagtens lokale krigstidsadministrationer.
Man kan læse mere her:
https://www.reganvest.dk/Regionskommandocentral_VII.pdf

### Stationsbyen
Rø havde station på Rønne-Allinge Jernbane (1913-53). Stationen havde spor 1 ved perronen og spor 2 som omløbsspor, der i sydenden havde stikspor og kreaturfold med siderampe og i nordenden var gennemkørselsspor til Allinge.
Med jernbanen fik byen et opsving. Der kom Brugs, to købmandsforretninger, bager, skrædder, autoværksted med benzinsalg, radioforretning, sparekasseafdeling, skomager og en lang række håndværksvirksomheder - 2 smedeværksteder, byggeforretning, cykelmekaniker, frisør, maskinstation, glarmester
Foreningslivet blomstrede. Der var 2 missionsforeninger (Indre Mission og Evangelisk Luthersk Mission), som begge havde eget missionshus. Desuden var der husmandsforening, fællesmekanisering, jagtforening, husmoderforening, idrætsforening, pensionistforening og borgerforening – kun de 3 sidstnævnte eksisterer stadig.
Stationsbygningen er bevaret på Rø Stationsvej 5 som Rø Glasværksted. Fra Røvej går en 6½ km lang sti, der følger banens tracé gennem den snævre kløft Kleven til Jernbanevej i Klemensker. Fra gangstien gennem Døndalen går en trappe op til den 50 m lange banedæmning over dalen.